# Група російських військових фахівців в Ефіопії
Група російських військових фахівців в Ефіопії — контингент військових радників ЗС РФ і найманців при ЗС Ефіопії. Російські військовослужбовці надали значущу допомогу країні в ході ефіопо-еритрейського конфлікту. Примітно, що протиборча сторона користувалася послугами військових фахівців з України.
Генеральний Штаб Ефіопії очолював генерал Анатолій Касьяненко, колишній начштабу Уральського військового округу, штаб ВПС курирував генерал Іван Фролов, його помічник генерал Дмитро Єфименко відповідав за бомбардувальну авіацію, а за боєготовність систем протиповітряної оборони – полковник Євген Обухов, колишній командир частини ППО в підмосковній Кубинці. Всіх цих людей завербував свого часу генерал яким Янаков, який здійснював загальне керівництво іноземними силами.
У сферу діяльності російських військових входило здійснення перевірки готовності військ до ведення бойових дій, участь у розробці плану протиповітряної оборони країни і застосування авіації.